# Myioborus melanocephalus
La candelita de anteojos o abanico sureño (Myioborus melanocephalus) es una especie de ave paseriforme de la familia Parulidae, que se encuentra desde el sur de Colombia hasta Bolivia.

## Descripción
Mide en promedio 13,5 cm de Longitud. es de color gris arriba y amarillo brillante abajo. Hay una considerable variación entre las subespecies dentro en el patrón de la cara, pero siempre presenta lores y "gafas" amarillas. La subespecie del norte (Ecuador y Colombia) tienen la corona de color castaño rojizo rufo, mientras que en las del sur (Perú y Bolivia) es negra.

## Hábitat
Vive en el bosque húmedo montano y en los bordes del bosque de los Andes, entre los 2.000 y 4.000 m de altitud.

## Subespecies
1. Myioborus melanocephalus melanocephalus: Andes orientales del Perú (Amazonas a Ayacucho)
2. Myioborus melanocephalus ruficoronatus: suroccidente de Colombia (Nariño) y Ecuador.
3. Myioborus melanocephalus griseonuchus: Andes occidentales del noroccidente del Perú (Piura y Cajamarca)
4. Myioborus melanocephalus malaris: Andes centrales del Perú (norte de Chachapoyas en Amazonas)
5. Myioborus melanocephalus bolivianus: Andes del sur del Perú (Cuzco), norte y occidente de Bolivia (La Paz y Cochabamba).[2]